# Очајне домаћице (2. сезона)
Друга сезона серије Очајне домаћице премијерно је приказана у Сједињеним Америчким Државама од 25. септембра 2005. до 21. маја наредне године. Сачињена је од 26 епизода, укључујући и две специјалне епизоде Што више знате све је занимљивије и Сви сочни детаљи.
У Европи серија се премијерно почела приказивати у Ирској 10. јануара 2006. а осам дана касније и у Уједињеном Краљевству. Ексклузивно право на емитовање у Србији добила је телевизија Пинк, а годину дана касније и РТС. Друга сезона приказивана је од 6. маја до 28. октобра 2007, у ударном термину РТВ Пинка, недељом од 20 часова, да би касније без икакве најаве и објашњења била померена у после поноћни термин. РТС је другу сезону емитовао на свом другом програму крајем 2008. и почетком 2009. године радним данима у термину од 21 час.

## Улоге
Уз одлазак Рекса Ван Де Кампа из Очајних домаћица, комплетна главна глумачка постава из прве сезоне глумила је и у другој. Једино је лик Џона Ровланда имао само повремене епизодне улоге. Нови главни лик у серији је Бети Еплвајт која се са сином Метјуом по ноћи доселила у Висерију Лејн, да би свог другог сина Кејлеба везаног ланцима скривала у подруму. Некадашње улоге Ендруа и Данијеле Ван Де Камп, Тома, Паркера, Престона и Потера Скавоа, и Џорџа Вилијамса су из споредне прешле у главну поставу серије.

## Рејтинг
Другу сезону Очајних домаћица у премијерном издану у Сједињеним Америчким Државама гледало је 22,2 милиона глдалаца и била је на четвртом месту по гледаности.

### ДВД издање
| ДВД наслов                           | Датум издавања      | Државе      |
| ------------------------------------ | ------------------- | ----------- |
|                                      | 13. новембар 2006.  | САД, Канада |
| Очајне домаћице-Екстра сочна едиција | 12. септембар 2007. | Србија      |